# ديلان نيل
ديلان نيل هو ممثل كندي، ولد في 8 أكتوبر 1969 بريتشموند هيل في كندا.

## أعمال

### أفلام
- (2015) خمسين ظل من جراي

### مسلسلات
- الساحرة المراهقة سابرينا
- جاغ
- ميامي

## وصلات خارجية
- ديلان نيل على موقع IMDb (الإنجليزية)
- ديلان نيل على موقع ألو سيني (الفرنسية)
- ديلان نيل على موقع أول موفي (الإنجليزية)
- ديلان نيل على موقع قاعدة بيانات الأفلام السويدية (السويدية)
- ديلان نيل على موقع إن إن دي بي (الإنجليزية)
- ديلان نيل على موقع قاعدة بيانات الفيلم (الإنجليزية)
- ديلان نيل على موقع كينوبويسك (الروسية)